# Дисфемизам
Дисфемизам (грч.  = не, pheme = говор) или какофемизам (грч.  = лош) намерно је коришћење ружнијег, оштријег израза или речи уместо нормалног еуфемизма.
- Он је храна црвима. (дисфемизам за смрт)
- Распадам се. (Уморан сам)
- Олешио сам се. (Најео сам се)
- Пуца ми глава. (Боли ме глава)
- Џукела - пас
- Ћорав - слабовид
- Лоче - пије (алкохол)
- Сукнô - слагао